# Thạnh Hòa, Tân Phước
Thạnh Hòa là một xã thuộc huyện Tân Phước, tỉnh Tiền Giang, Việt Nam.
Xã Thạnh Hòa có diện tích tự nhiên 2.662,27 hécta; người 627..

## Vị trí địa lý
Địa giới xã Thạnh Hòa:
- Phía đông giáp xã Thạnh Mỹ
- phía tây giáp tỉnh Long An
- phía nam giáp xã Tân Hòa Tây
- phía bắc giáp tỉnh Long An.

## Lịch sử
Nghị định 68-CP ngày 11 tháng 7 năm 1994 về việc thành lập xã Thạnh Hòa thuộc huyện Tân Phước thuộc tỉnh Tiền Giang.